# Actinodura morrisoniana
La actinodura de Formosa  (Actinodura morrisoniana) es una especie de ave paseriforme de la familia Leiothrichidae endémica de Taiwán. Su hábitat natural son los bosques húmedos tropicales.